# Ruprecht von Berg

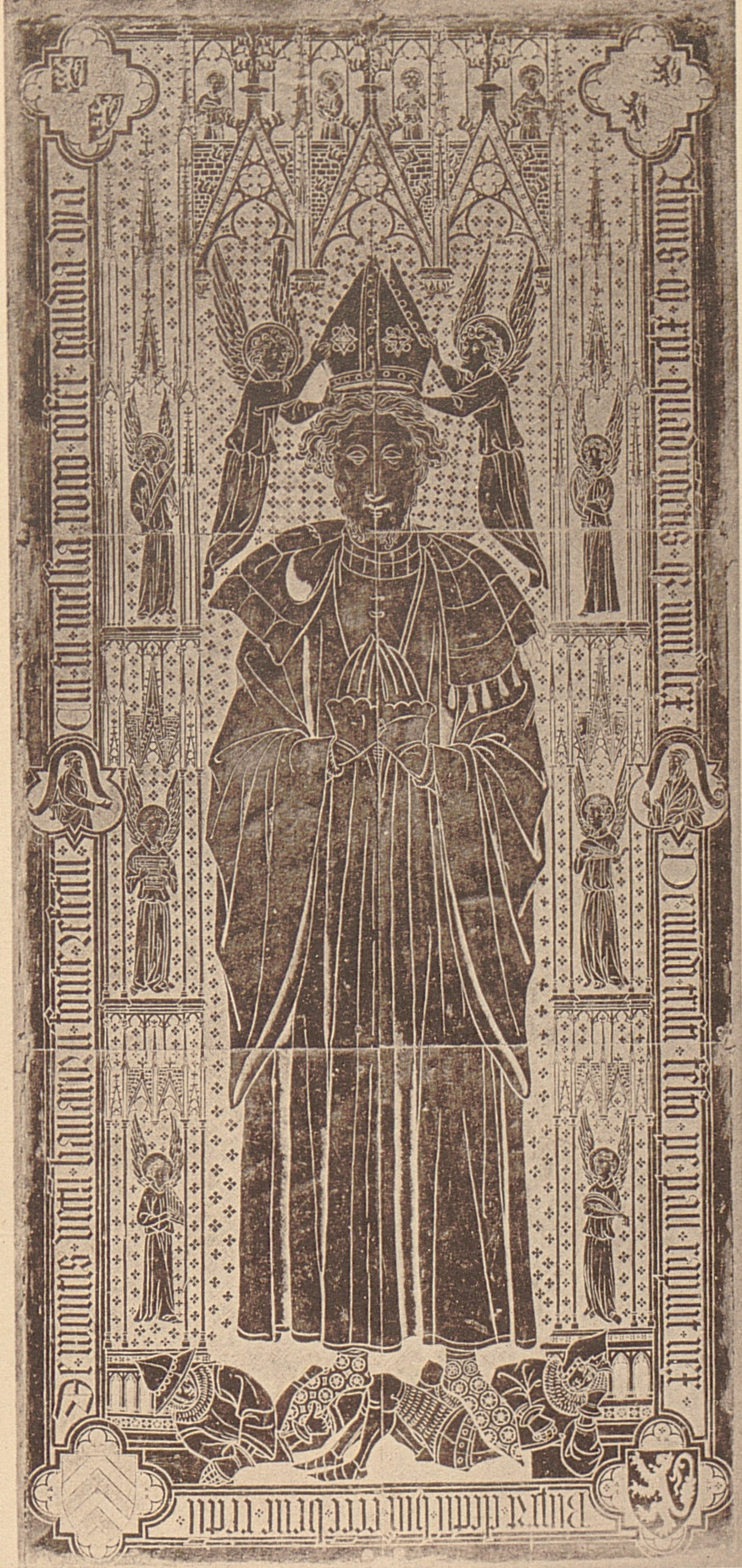
Grabplatte im Paderborner Dom

Ruprecht von Berg (* um 1365; † 29. Juli 1394 in Padberg, Marsberg) war als Ruprecht Elekt-Fürstbischof von Passau (1387/88–1393) bzw. Paderborn (1390–1394).

## Leben
Ruprecht war der erste Sohn Herzog Wilhelms I. von Berg und Annas, Tochter des Kurfürsten Ruprecht II. von der Pfalz und Schwester des deutschen Königs Ruprecht.
Um ihn auf hohe Kirchenämter vorzubereiten, schickte ihn sein Vater zur Ausbildung nach Rom, wo er von Papst Urban VI. den Titel eines Apostolischen Notars erhielt.
Anfang der 1380er Jahre bewarb er sich um den Bischofsstuhl von Münster, scheiterte aber auf Betreiben des Kölner Erzbischofs Friedrich von Saarwerden. 1387 versuchte er es, unterstützt von König Wenzel, in Passau. Herzog Albrecht III. von Österreich hielt jedoch mit Hermann Digni, später Georg von Hohenlohe eigene Kandidaten dagegen, wovon letzterer schließlich 1393 die Zustimmung von Papst Bonifatius IX. erhielt, so dass Ruprecht aufgab.
1390 war dagegen seine Kandidatur im Bistum Paderborn erfolgreich gewesen, auf das er sich nach seinem Rückzug aus Passau konzentrierte. Hier bemühte er sich um die Bekämpfung der Ritterbünde, z. B. der Bengler, die mit dem Bistum in Fehde lagen. Während der Belagerung der Burg der Herren von Padberg starb Ruprecht an der Pest. Er ist im Paderborner Dom vor dem Kreuzaltar im Mittelschiff begraben. Der Text auf der Grabplatte lautet: 
Annis Mille Christi quadringentisque minus sex
De mundo tristi festo Petri Pauli rapuit nex
Rupertum, electum huius ecclesie, bene rectum,
De Montis vectum, Bavarorum fonte refectum.
Cui tu Messia, rogo, confer gaudia dya.
[Im Jahr tausend, viere der hundert, und weniger sechs
Nach Christi zu Peter-Paul Feste der Tod aus der Not
Der Welt nahm hinweg den Erwählten, den aufrechten Rupert,
Geschlechtes derer von Berg und dem edlern der Bayern.
Ich bitte, Messias, schenk' ihm die himmlischen Freuden!]
Ruprecht hat zeitlebens keine Bischofsweihe empfangen, da er das dafür notwendige Alter noch nicht erreicht hatte.